# 納瓦卜
納瓦卜（Nawab）或译纳瓦布（旁遮普語 (古木基文)：ਨਵਾਬ，
波斯语、旁遮普語 (夏木基文)、信德语、乌尔都语：نواب‬），是印度歷史上莫臥兒帝國皇帝賜予南亞穆斯林貴族的一種稱號，後成為半自治土邦的穆斯林世襲統治者的一種頭銜。
納瓦卜是一个印度斯坦语词，通过波斯语借用了阿拉伯语（阿拉伯语：نَائِب）敬语复数naib，即“副手”。后来用于乌尔都语、印地语、孟加拉语、普什图语和许多其他北印度语言。在某些地区，尤其是孟加拉，该词发音为nobab。后来的变体也以nabob的形式进入英语和其他外语。
莫卧儿帝国的省称为“蘇巴”，行政首脑是“蘇巴達爾”。他由省级迪万、巴克什、卡迪、萨尔达尔等一系列下属官员协助。随着帝国在18世纪初开始瓦解，许多苏巴实际上独立了。纳瓦布一词通常用于指印度北部或南部的任何穆斯林统治者，而尼扎姆一词则更适合指高级官员；它的字面意思是“地区总督”。海得拉巴的尼扎姆手下有多位纳瓦布。从技术上讲，“纳瓦布”一词仍不够精确，因为这个头衔也授予印度教徒和锡克教徒，以及大地主，而不一定授予所有穆斯林统治者。随着帝国的衰落，这个头衔以及随之而来的权力在各个省份的统治家族中世袭。
在英屬印度他們仍然存在，直到印度和巴基斯坦独立以后，土邦併入聯邦，到1970年代納瓦卜完全消失。